# تان بن شن
تان بن شن (بالملايوية: Tan Bin Shen)‏ هو لاعب كرة الريشة ماليزي، ولد في 24 يناير 1984 في سلاغور في ماليزيا.

## وصلات خارجية
- تان بن شن على موقع BWF.tournamentsoftware.com (الإنجليزية)
- تان بن شن على موقع BWFbadminton.com (الإنجليزية)